# Штос
Штос (слч. Štós) насељено је мјесто са административним статусом сеоске општине (слч. obec) у округу Кошице-околина, у Кошичком крају, Словачка Република.

## Становништво
| Година:    | 1994. | 2004.   | 2014.   | 2024.   |
| ---------- | ----- | ------- | ------- | ------- |
| Број људи: | 760   | 766     | 734     | 747     |
| Разлика:   |       | +0,78 % | -4,17 % | +1,77 % |

| Година:    | 2023. | 2024.   |
| ---------- | ----- | ------- |
| Број људи: | 751   | 747     |
| Разлика:   |       | -0,53 % |

Према подацима о броју становника из 2011. године насеље је имало 734 становника.